# 朴哲民 (柔道運動員)
朴哲民（1982年9月21日—）是一名朝鲜柔道运动员，身高169cm。他曾代表国家在2008年夏季奥林匹克运动会男子66公斤级柔道比赛中获得铜牌。